# Let Them Know: The Story of Youth Brigade and BYO Records
Let Them Know: The Story of Youth Brigade and BYO Records is een boxset en compilatiealbum van het Amerikaanse onafhankelijke punklabel BYO Records. Het werd uitgebracht op 22 september 2009 om het 25-jarige bestaan van het label te vieren. De boxset bevat een koffietafelboek, een documentaire op dvd, en het compilatiealbum op cd en als dubbel-lp. Het album bevat 31 covers door punkbands en -artiesten van nummers die oorspronkelijk door BYO Records zijn uitgegeven.

## Nummers
1. "Young 'Til I Die" (7 Seconds) - The Bouncing Souls
2. "Headlights...Ditch!" (The Bouncing Souls) - Off with Their Heads
3. "No More Lies" (Battalion of Saints) - NOFX
4. "Misfortune" (SNFU) - Youth Brigade
5. "S.O.S." (One Man Army) - Lagwagon
6. "Believe in Something" (Youth Brigade) - Blue Collar Special
7. "Future Dreams" (Upright Citizens) - The Cute Lepers
8. "Domination" (Youth Youth Youth) - Young Governor and Marvelous Mark
9. "Wrecking Crew" (The Adolescents) - Pulley
10. "We're Gonna Fight" (7 Seconds) - Pennywise
11. "It's Empty" (One Man Army) - Filthy Thieving Bastards
12. "Dead and Broken" (Alkaline Trio) - American Steel
13. "The Ballad of Johnny X" (The Bouncing Souls) - Johnny Madcap and the Distractions
14. "Little White God" (Leatherface) - In the Red
15. "Fade Away" (Pegboy) - Shark Soup
16. "Fight to Unite" (Youth Brigade) - Dropkick Murphys
17. "Foreign Policy" (The Stretch Marks) - Wednesday Night Heroes
18. "1000 Miles" (The Unseen) - Anti-Flag
19. "Victoria" (One Man Army) - Complete Control
20. "We're In!" (Youth Brigade) - Old Man Markley
21. "Keep On" (Hepcat) - The Ignorant
22. "Piss on You" (Personality Crisis) - Subhumans
23. "Scratches and Needles" (The Nils) - CH3
24. "Pill Box" (The Joneses) - Lower Class Brats
25. "Who is Who" (The Adolescents) - The Briefs
26. "Hating Every Minute" (Alkaline Trio) - Krum Bums
27. "In the Night" (Bad Religion) - Ashers
28. "I Scream" (The Brigade) - Matt Skiba
29. "All the Way" (One Man Army) - Nothington
30. "Doublewhiskeycokenoice" (Dillinger Four) - Leatherface
31. "Sink with California" (Youth Brigade) - 7 Seconds